# Fukóza
Fukóza (v chemickém názvosloví fukosa), je monosacharid se šesti uhlíky (hexóza) a aldehydovou skupinou (aldóza). Běžně používaná zkratka je Fuc. Na rozdíl od naprosté většiny sacharidů nacházejících se v přírodě, které jsou v D konfiguraci (D sacharidy neboli D cukry), se fukóza vyskytuje přirozeně v L konfiguraci. Fukóza není základní hexózou, ale jedná se o odvozený cukr – derivát, který patří do skupiny tzv. deoxysacharidů (sacharidů, kterým chybí jedna nebo více hydroxylových skupin – příkladem dalších významných deoxycukrů může být L-rhamnóza nebo D-deoxyribóza). Fukózu lze také označit za 6-deoxy-L-galaktózu.

## Výskyt v přírodě
Fukóza se v přírodě volná prakticky nevyskytuje. Vzácně se podílí na tvorbě polysacharidů (např. fukoidan). Velmi často ji však lze najít jako součást oligosacharidů, které jsou navázané na proteinech (glykoproteiny) a to jak N-glykosidovou vazbou tak i O-glykosidovou vazbou. V těchto oligosacharidech je fukóza vždy navázaná O-glykosidovou vazbou na jiný sacharid – nejčastěji galaktózu (Gal) nebo N-acetylglukosamin (GlcNAc), nebo vzácněji přímo na protein (a to přes hydroxylové skupiny postranních řetězců aminokyselin serinu nebo threoninu)

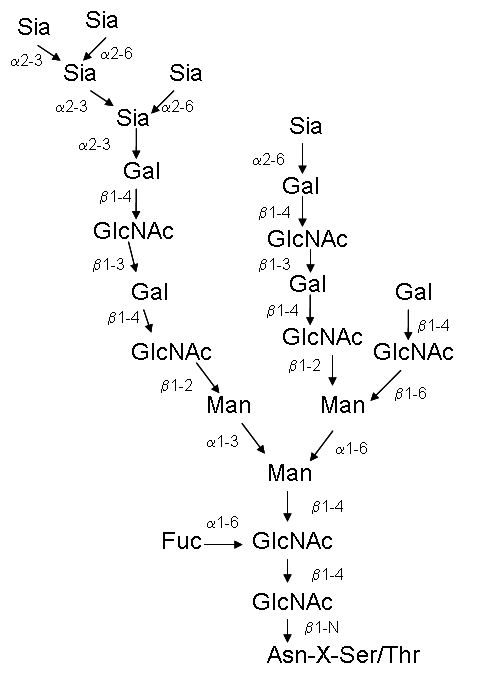
příklad oligosacharidu s navázanou fukózou

## Syntéza a zapojení do metabolismu

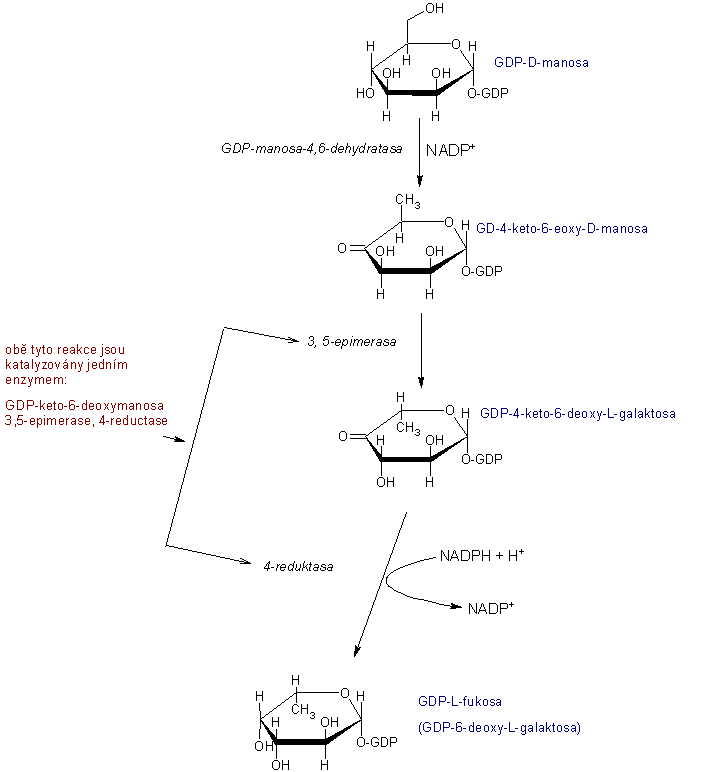
syntesa fukózy

Fukóza stejně jako ostatní monosacharidy nevystupuje v metabolismu samotná, ale navázaná na přenašeč. V případě fukózy se jedná o GDP (guanosindifosfát). GDP-fukóza je syntetizovaná jednak z GTP (guanosintrifosfát) a volné fukózy (jejíž zdroj je přijatá potrava nebo štěpení vlastních oligosacharidů) nebo může syntéza vycházet z GDP-manózy.

## Průmyslové zdroje fukózy
Nejdůležitějším zdrojem L-fukózy jsou fukoidany – polysacharidy tvořené zčásti fukózou v různé míře sulfatovanou (tzn. s navázanými zbytky kyseliny sírové), které jsou produkované některými hnědými řasami jako součást jejich buněčných stěn (spolu s celulózou) (např. Fucus vesiculosus). U některých druhů mohou tvořit více než 40 % z celkové hmotnosti sušených buněčných stěn.

## Příklady funkcí fukosy

### Zánět
Během zánětu dochází v jeho okolí ke změnám složení oligosacharidů, které na svém povrchu vystavují buňky tvořící stěny krevních kapilár tzv. endotheliální buňky. Bílé krvinky mají pro tyto speciální oligosacharidy receptory (tzv. selektiny), které jim je pomáhají rozpoznat a navázat se na ně.
Tímto mechanismem se bíle krvinky zachytávají na stěny krevních kapilár a koncentrují se místě zánětu. Fukóza je nezbytnou součástí těchto oligosacharidů, které endotheliální buňky v případě zánětu syntetizují a vystavují.

### Krevní skupiny
Biochemickou podstatou krevních skupin jsou oligosacharidy, které jsou vystaveny na povrchu červených krvinek (a dalších buněk). Struktura sacharidů jednotlivých krevních skupin je trochu odlišná, nicméně všechny tři (A, B i 0 (neboli H)) obsahují navázanou fukózu.

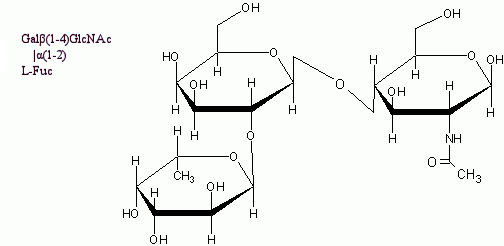
krevní skupina 0 (neboli H)
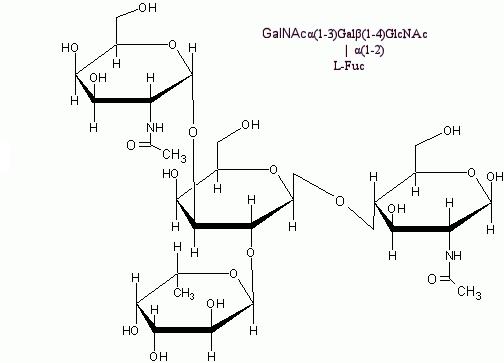
krevní skupina A
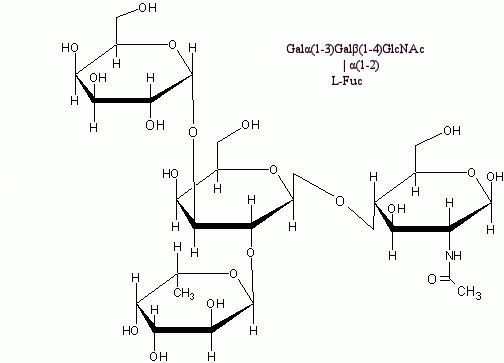
krevní skupina B